# Porto Mantovano
Porto Mantovano (Pòrt Mantuàn in dialetto mantovano) è un comune italiano sparso di 16 659 abitanti della provincia di Mantova in Lombardia. La sede comunale è nella frazione di Sant'Antonio.

## Storia
Le prime testimonianze di insediamenti risalgono al Neolitico. Nei decenni scorsi sono stati rinvenuti, nelle frazioni di S. Antonio e Bancole, numerosi manufatti in selce e alcuni resti umani risalenti a 6 500 anni fa.
L'origine del nome "Porto Mantovano" è molto più recente. Le prime testimonianze risalgono ad alcuni documenti dell'anno 862 d.C. nei quali viene citato un Portus de Mantua. Diversi inventari dei secoli X e XI riportano invece la dicitura In Portu Mantuano.
Il porto al quale si riferiscono questi documenti è quello fluviale che sorgeva presso l'odierna località denominata Cittadella, oggi parte del comune di Mantova.
Il borgo di Porto, all'epoca dei Gonzaga, fu dotato di muraglie e bastioni che lo trasformarono in un'importante struttura di difesa.
In quei secoli Porto era diviso in tre "Collonelli" (frazioni): Soave, Favorita e Schiarino. Ad essi erano aggregate le principali corti circostanti. Tali insediamenti contavano, nel 1617, circa 1 450 abitanti. A questi si aggiungevano i 632 abitanti del "Borgo di Porto", l'odierna Cittadella.

Battaglia della Favorita del 15 settembre 1796.

Dopo la caduta dei Gonzaga, anche il territorio di Porto Mantovano finì sotto l'influenza austriaca fino al 1797, quando, dopo il lungo assedio di Mantova, concluso con la battaglia della Favorita, passò sotto il controllo dei francesi.
Con la caduta di Napoleone e la fine del breve Regno d'Italia, il territorio di Porto Mantovano tornò agli austriaci. La resa alle truppe austriache venne firmata dal viceré d'Italia Eugenio di Beauharnais il 16 aprile 1814, con la Convenzione di Schiarino-Rizzino, stipulata a Porto Mantovano, presso l'omonima corte che oggi è denominata Corte Schiarino-Previdi.
Porto rimase sotto il dominio asburgico fino al 1866, quando Mantova venne annessa al nascente Regno d'Italia.
All'occupazione austriaca dell'Ottocento risale la costruzione della stazione ferroviaria di Sant'Antonio, che venne inaugurata, nel 1851, dall'arciduca Ferdinando Carlo e dal maresciallo Radetzky quale "Imperial Regia Stazione di Mantova".
Porto Mantovano assunse i confini attuali durante la prima metà del Novecento, con lo scorporo dei territori di Cittadella, Ponte Rosso, Gambarara e Colle Aperto, che vennero annessi al comune di Mantova.

### Simboli
Lo stemma e il gonfalone sono stati concessi con decreto del presidente della Repubblica del 12 gennaio 1967.
Lo stemma raffigura, su sfondo azzurro, un torrione con ponte levatoio accostato da due cavalli marini d'argento emergenti dai marosi.
Richiama il ruolo di fortilizio a difesa di Mantova, simboleggiando l'antica realtà di Porto, oggi Cittadella, rocca che sorvegliava l'ingresso in città attraverso il ponte dei Mulini, posto tra i laghi Superiore e di Mezzo, rappresentati dai cavalli marini.
Il gonfalone è un drappo di azzurro.

## Monumenti e luoghi d'interesse

### Architetture civili
- Villa La Favorita, edificata dal duca Ferdinando Gonzaga.
- Villa Schiarino-Rizzino, dove l'omonima convenzione fu sottoscritta con l'Impero asburgico da Eugenio di Beauharnais, viceré del napoleonico Regno d'Italia.
- Corte Spinosa

## Società

### Evoluzione demografica
Abitanti censiti

### Etnie e minoranze straniere
Al 31 dicembre 2022 la popolazione straniera è di 1.503 persone, pari all'9,18% della popolazione.

## Infrastrutture e trasporti
Il comune è attraversato dalle ex strade statali 62 della Cisa, 236 Goitese e
236 bis.
La Stazione di Sant'Antonio Mantovano, a servizio dell'omonima frazione, sorge lungo la ferrovia Verona-Mantova-Modena; dalla stessa si diramava il tratto in sede propria della ferrovia Mantova-Peschiera, in esercizio fra il 1934 e il 1967.
Il comune è servito da autoservizi urbani e interurbani gestiti dalla società APAM.

## Amministrazione
| Periodo        | Periodo        | Primo cittadino       | Partito           | Carica  | Note       |
| -------------- | -------------- | --------------------- | ----------------- | ------- | ---------- |
| 4 giugno 1985  | 13 giugno 2004 | Remo Pezzali          | PCI/PDS/DS        | Sindaco |            |
| 13 giugno 2004 | 7 giugno 2009  | Mauro Ghizzi          | Lista civica      | Sindaco |            |
| 7 giugno 2009  | 8 giugno 2014  | Maurizio Salvarani    | Vivere Porto      | Sindaco |            |
| 8 giugno 2014  | 9 giugno 2019  | Massimo Salvarani     | PD                | Sindaco | I mandato  |
| 9 giugno 2019  | 24 giugno 2024 | Massimo Salvarani     | PD                | Sindaco | II mandato |
| 24 giugno 2024 | in carica      | Maria-Paola Salvarani | Fratelli d'Italia | Sindaca |            |

1887 Rabbi Ermando 1899 Belfanti Celso 1904 Di Bagno March Ferdinando